# Hume (Canberra)

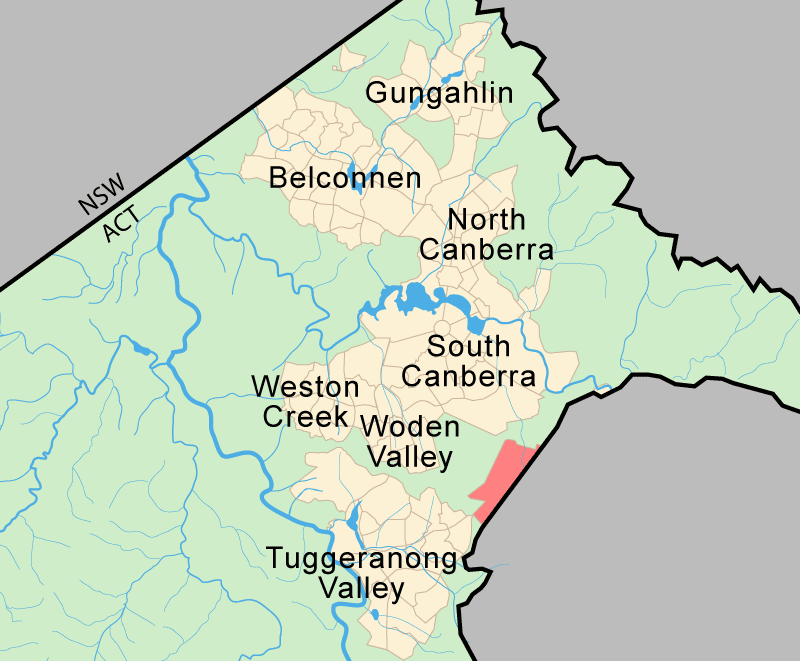
Hume (en rose) un quartier de Canberra.

Hume (code postal: ACT 2620) est un quartier de l'arrondissement de Tuggeranong, à Canberra la capitale fédérale de l'Australie. Le quartier porte le nom de l'explorateur Hamilton Hume et les rues du quartier portent le nom d'hommes d'affaires et d'industriels australiens. C'est un quartier d'industrie légère qui ne compte que six habitants.

## Galerie

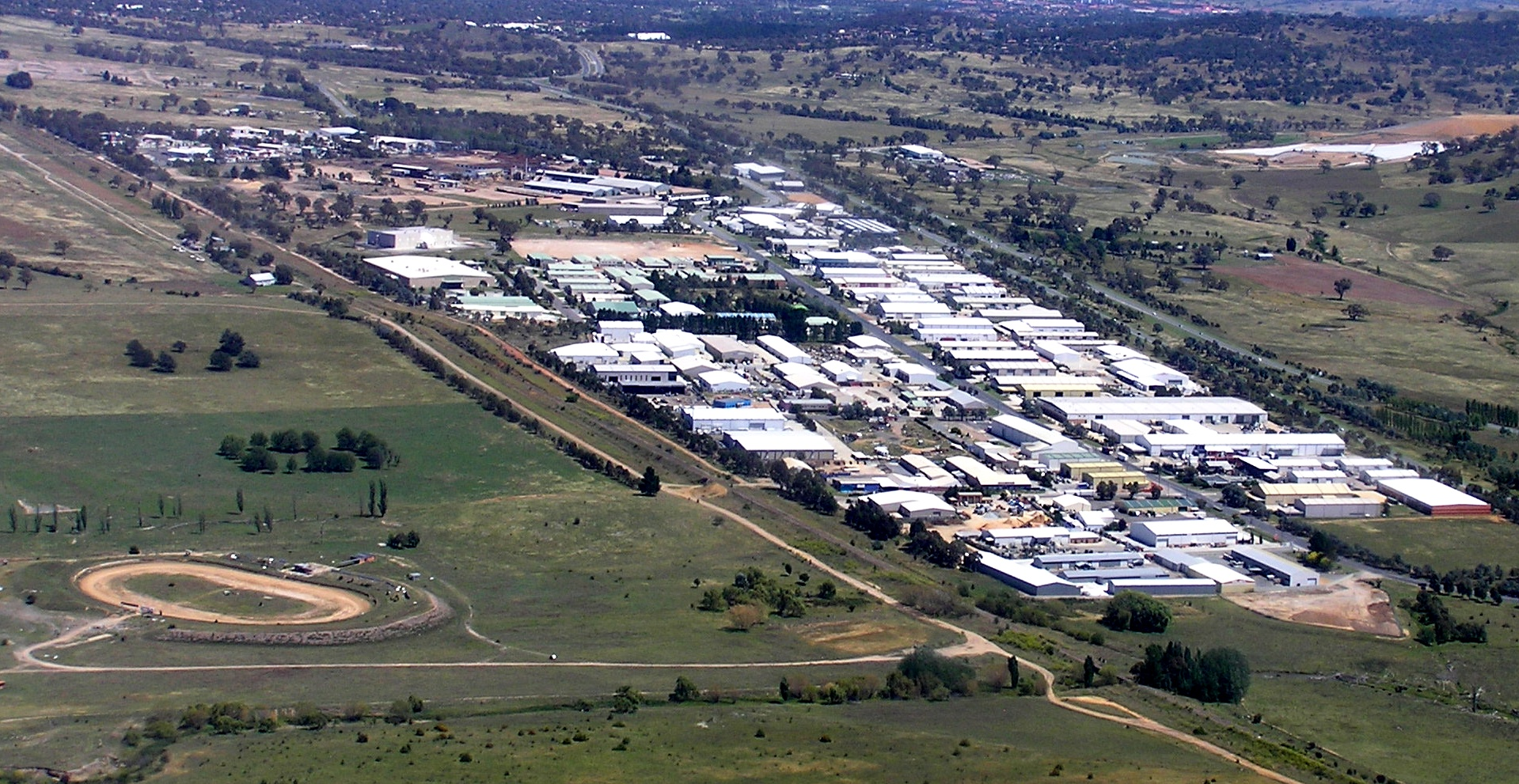
Vue aérienne du quartier.

## Référence
- Statistique sur Hume